# Barbara Buttinger-Förster
Barbara Buttinger-Förster (* 1959 in Linz) ist eine österreichische Malerin, Bildhauerin und Land-Art-Künstlerin.

## Leben und Wirken
Die Künstlerin studierte an der Accademia di Belle Arti, Florenz und Montepulciano Malerei unter anderem bei Giovanni Vannucci und an der Universität für künstlerische und industrielle Gestaltung Linz Bildhauerei bei Erwin Reiter. Sie absolvierte mit einem Stipendium des Landes Oberösterreich einen Atelieraufenthalt in Paliano. Buttinger-Förster präsentiert ihre Werke im Rahmen von Ausstellungen und Ausstellungsbeteiligungen im In- und Ausland. Sie lebt und arbeitet in Hagenberg im Mühlkreis, war mit Andreas Buttinger verheiratet und Mutter zweier Kinder. Von 2011 bis 2013 ließ sie sich in Europäischer Geomantie und Geokultur ausbilden.

## Ausstellungen und Ausstellungsbeteiligungen (Auswahl)
Neben Einzel- und Gemeinschaftsausstellungen bei privaten österreichischen Galerien und Ausstellungsräumen konnte die Künstlerin ihre Werke auch im Rahmen der Berufsvereinigung sowie in öffentlichen Galerien zeigen.
- Gemeinschaftsausstellung Kleinplastik in Oberösterreich, Nordico, Linz
- Kulturzentrum Bruckmühle, Pregarten
- Bildgründe, Galerie der Berufsvereinigung Bildender Künstler Oberösterreichs, Linz (2010)
- GeschichteN, Kulturinitiative Narrenschyff, Kulturfabrik Helfenberg, Helfenberg (2010)
- Landart, New Mexico (2011)
- Fanny Newald, Galerie der Berufsvereinigung Bildender Künstler Oberösterreichs, Linz (2014)
- wortflucht oder: am leben bleiben – Installation, Stiftervilla, Kirchschlag bei Linz (2014)
- Magische Gebrauchsgegenstände, Galerie der Vereinigung Kunstschaffender Oberösterreichs, Linz, 2016

## Publikationen
- Nigra-Sum, Katalog, Linz, 2008, dreisprachig, 128 Seiten mit 82 Abbildungen
- Auf entruskischen Spuren, Publikation zum Auslandsstipendium, Paliano, 2010